# 关家川乡
关家川乡，是中华人民共和国甘肃省临夏回族自治州积石山保安族东乡族撒拉族自治县下辖的一个乡镇级行政单位。

## 行政区划
关家川乡下辖以下地区：
何家村、宁家村、杓家村、李家山村、白家沟村、赵家湾村、芦家庄村、关集村和张谢家村。